# ناحیه بوتالجا
ناحیه بوتالجا (به لاتین: Butaleja District) یک منطقهٔ مسکونی در اوگاندا است که در استان شرقی، اوگاندا واقع شده‌است. ناحیه بوتالجا ۲۲۱٬۱۰۰ نفر جمعیت دارد.